# Jieziyuan Huazhuan

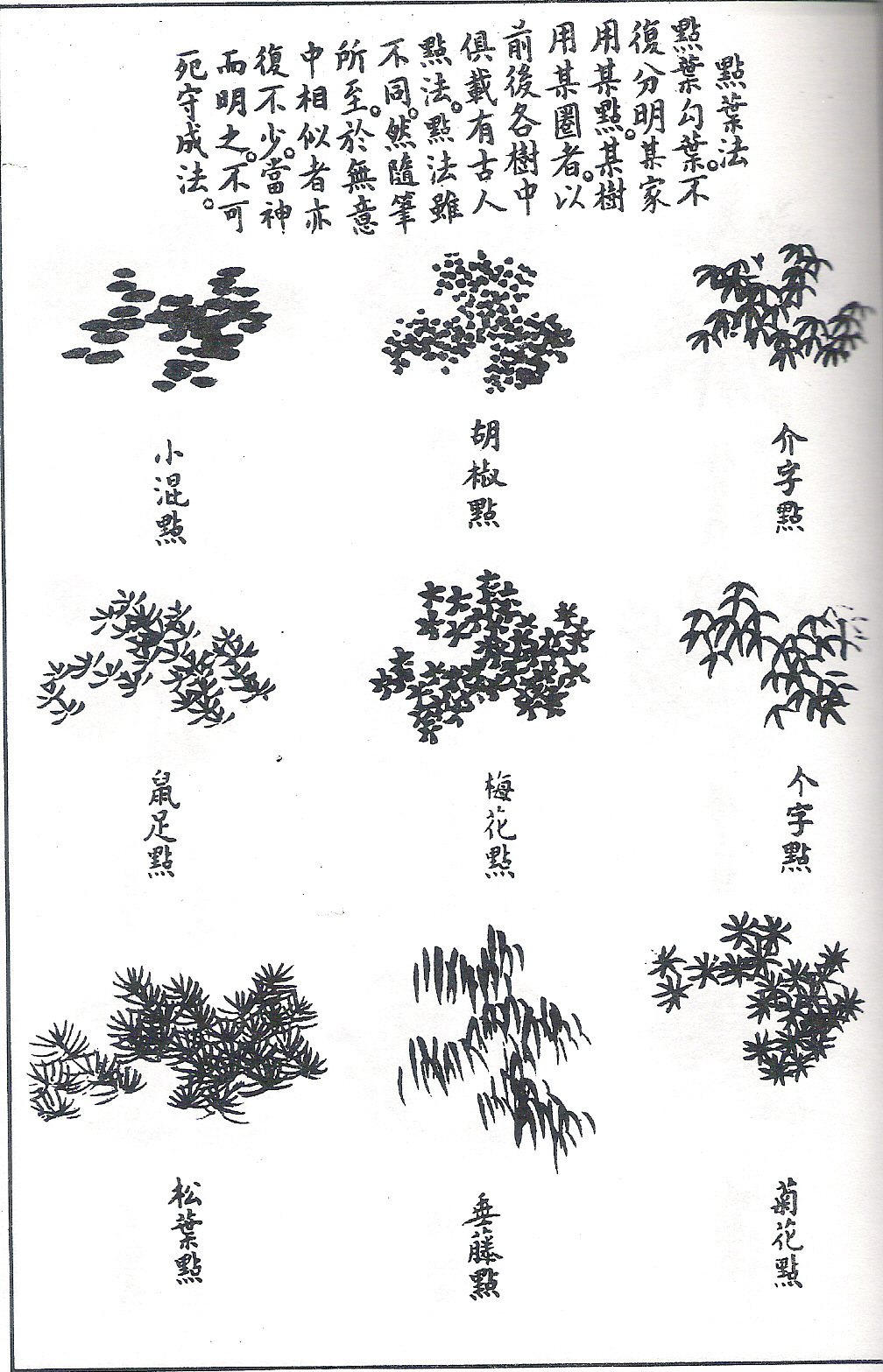
Insegnamento della pittura delle foglie, secondo volume del Jieziyuan Huazhuan

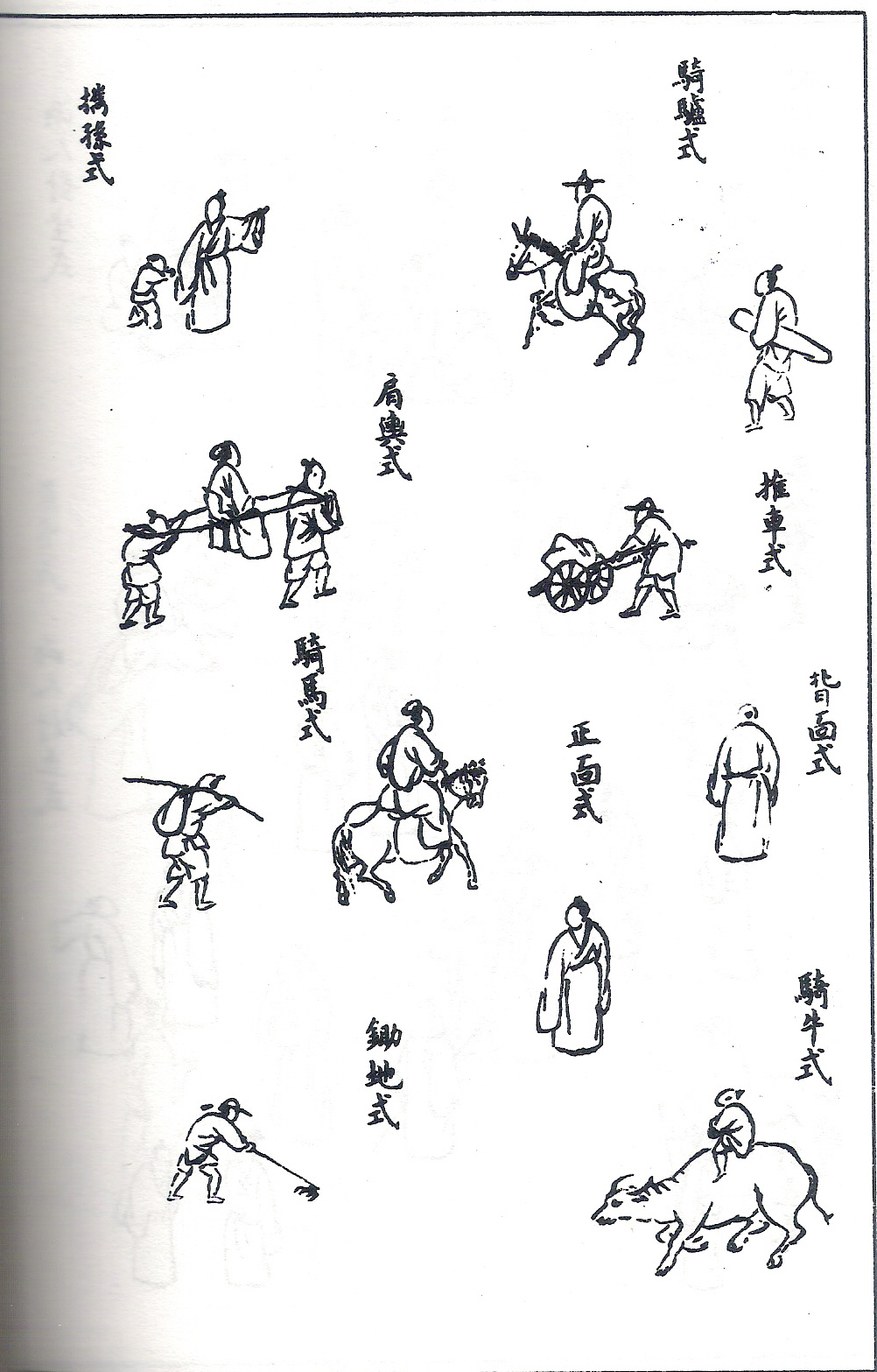
Insegnamento della pittura dei personaggi, quarto volume del Jieziyuan Huazhuan

Il Jieziyuan Huazhuan (cinese: 芥子園畫傳T, Jièzǐyuán HuàzhuànP, lett. "Manuale del giardino grande come un granello di senape"), ugualmente conosciuto sotto il nome di Jieziyuan Huapu (芥子園畫譜T, Jièzǐyuán HuàpǔP), è un manuale e un'autentica enciclopedia di pittura cinese, scritta all'inizio della dinastia Qing.
Numerosi pittori cinesi di fama, come Qi Baishi, hanno iniziato il loro apprendimento della pittura con l'aiuto di quest'opera.
Il lavoro fu commissionato da Shen Xinyou (沈心友), genero del famoso drammaturgo Lǐ Yú, la cui dimora a Jinling era soprannominata Jieziyuan, o "Giardino grande come un granello di senape". Shen possedeva i materiali didattici di Li Liufang (李流芳), un pittore della fine della dinastia Ming, e incaricò Wang Gai (王概) di revisionarli e di ampliarli, al fine di creare un manuale sulla pittura dei paesaggi. Il risultato fu il primo volume del Jieziyuan Huazhuan, pubblicato nel 1679 in cinque colori, e comprendente cinque chuan (卷) o fascicoli. Li Yu, in qualità di editore, scrisse una prefazione all'opera.
Il primo fascicolo tratta dei principi generali della pittura di paesaggi, il secondo della pittura degli alberi, il terzo della pittura delle montagne e delle rocce, il quarto della pittura delle persone e delle case, e il quinto comprende una selezione delle più belle opere di grandi pittori paesaggisti cinesi.
Due volumi supplementari, sulla pittura della flora e della fauna, furono aggiunti in seguito da Wang e dai suoi due fratelli. Shen promise un quarto volume, ma non lo pubblicò mai. Un quarto volume sui ritratti, di qualità inferiore ai precedenti, fu però pubblicato da alcuni editori in cerca di facili guadagni.
Chao Xun (巢勛) (1852-1917), insoddisfatto del falso, pubblicò la propria versione del quarto volume, riproducendo inoltre fedelmente i primi tre. Oggi le ristampe dei primi tre volumi dell'opera si basano solitamente sulla riproduzione di Chao.
Una traduzione inglese dell'opera, ripresa da una precedente versione del 1956, fu pubblicata nel 1978.
A partire dall’edizione in lingua inglese, e non dall’originale in lingua cinese, è stata pubblicata l’edizione in lingua italiana nel 1989.